# Gruta Azul

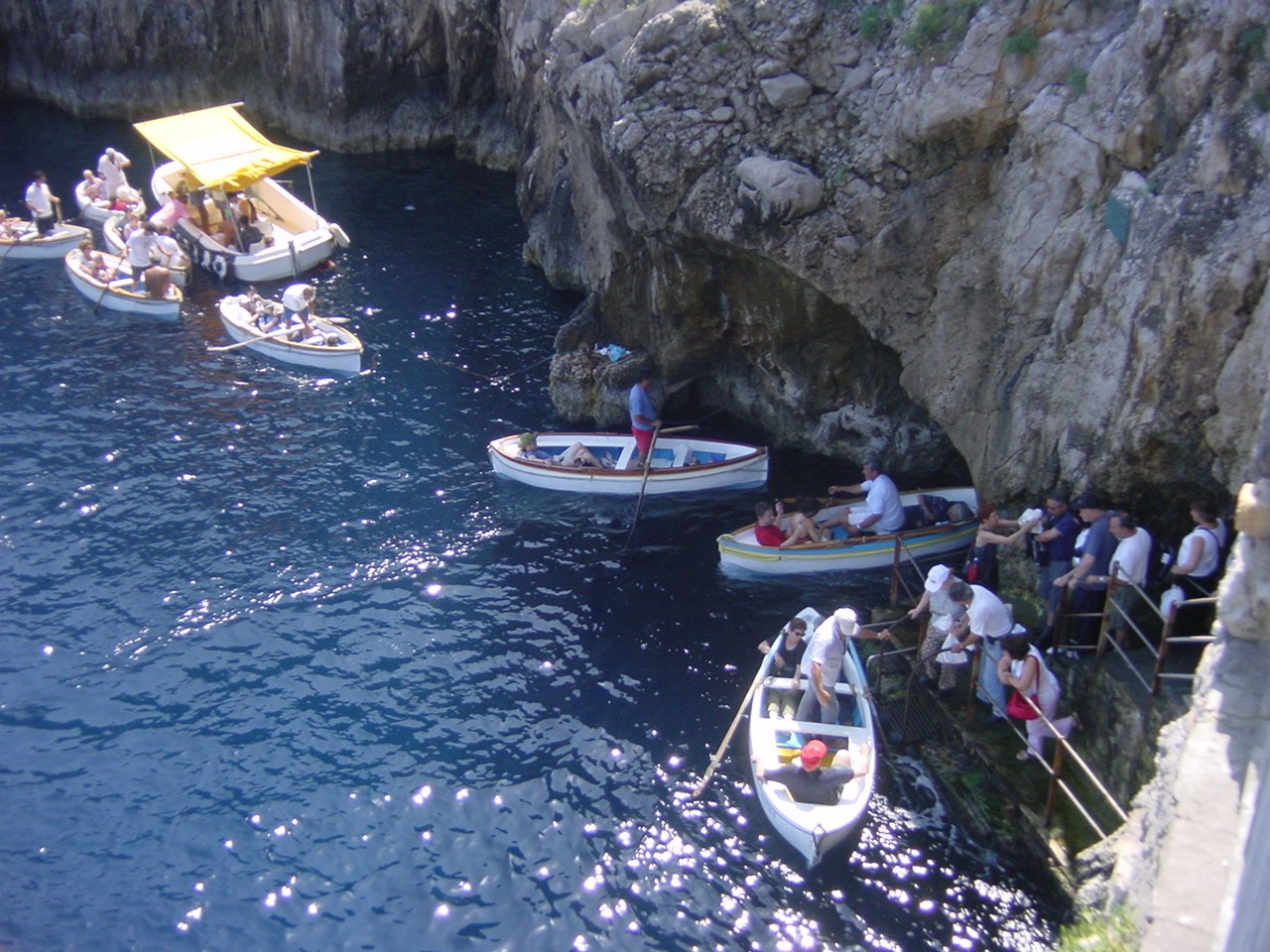
Exterior de la Gruta Azul.

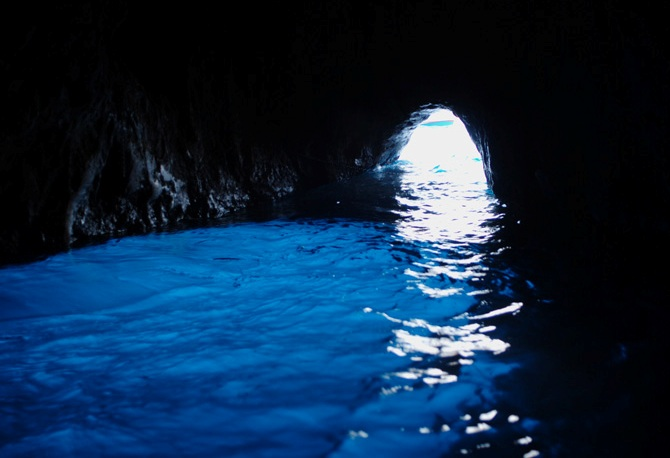
Vista interior de la Gruta Azul.

La Gruta Azul es una notable cueva marina de la costa de la Isla de Capri, en Italia.
La gruta tiene una apertura
parcialmente sumergida en el mar, como en muchas otras grutas que existen alrededor de la isla. Los emperadores romanos que descansan  en chalets en la Isla de Capri, al parecer usaban la Gruta Azul como baño privado. La leyenda cuenta que la gruta fue popularizada por el artista alemán Kopisch después de que un pescador local le mostrara el sitio en 1826. Posteriormente ha generado una atracción turística, con visitas en barca al interior de la misma.
Dependiendo de la corriente y de la altura del oleaje que golpee la entrada de la gruta, los guías pedirán a los pasajeros que se tumben mientras la barca entra en la gruta con una cadena permanente adjunta a la entrada de la cueva. Los guías también muestran el eco y la sonoridad de la gruta natural.
En el interior de la gruta, el mar parece estar iluminado por debajo del agua. Se trata de un magnífico color azul, de ahí su nombre. Esto se debe a otra apertura en la gruta, completamente sumergida y situada en la parte inferior de piedra caliza. Permite la entrada de la luz del sol iluminando el agua desde abajo. La calidad y la naturaleza del color está determinada por las condiciones de iluminación particular. 
Los pasajes subterráneos que conducen a la gruta están parcialmente cerrados, aunque se cree que una vez estuvieron conectados a las catacumbas de las tumbas romanas en la isla.

## Galería

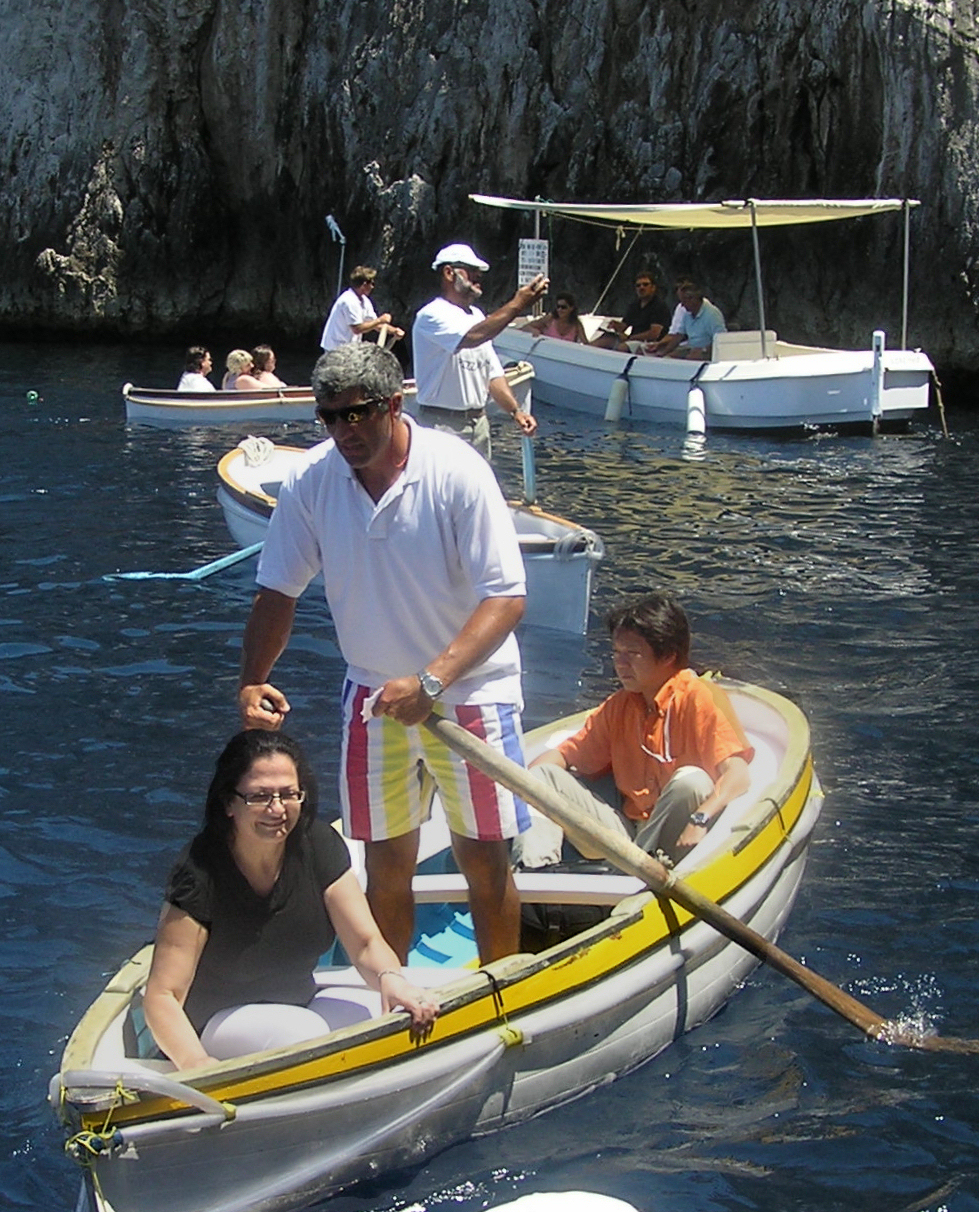
Barca de remo, al fondo barcas a punto de pagar en la caja flotante
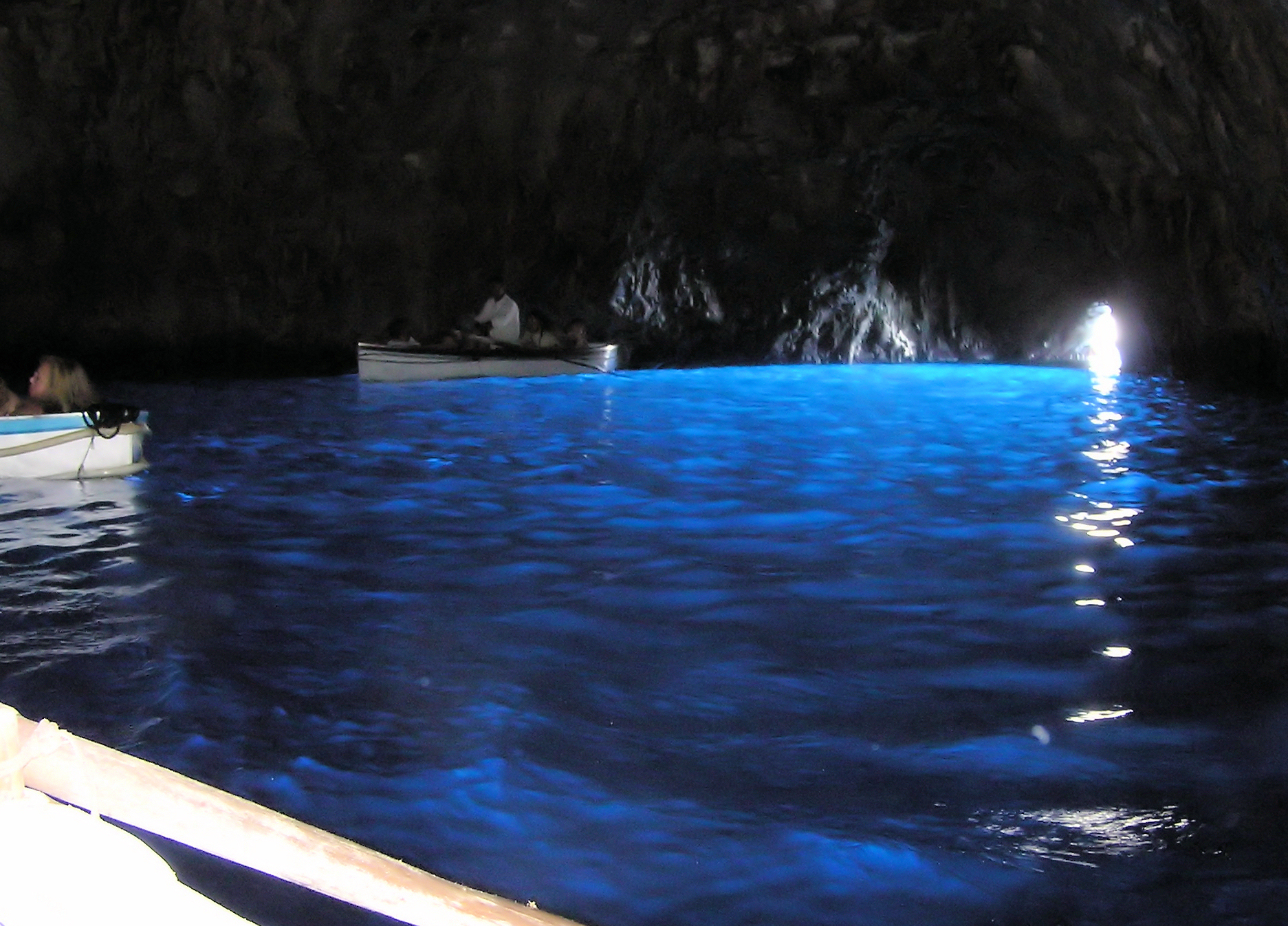
Barcas de remo en la Gruta Azul
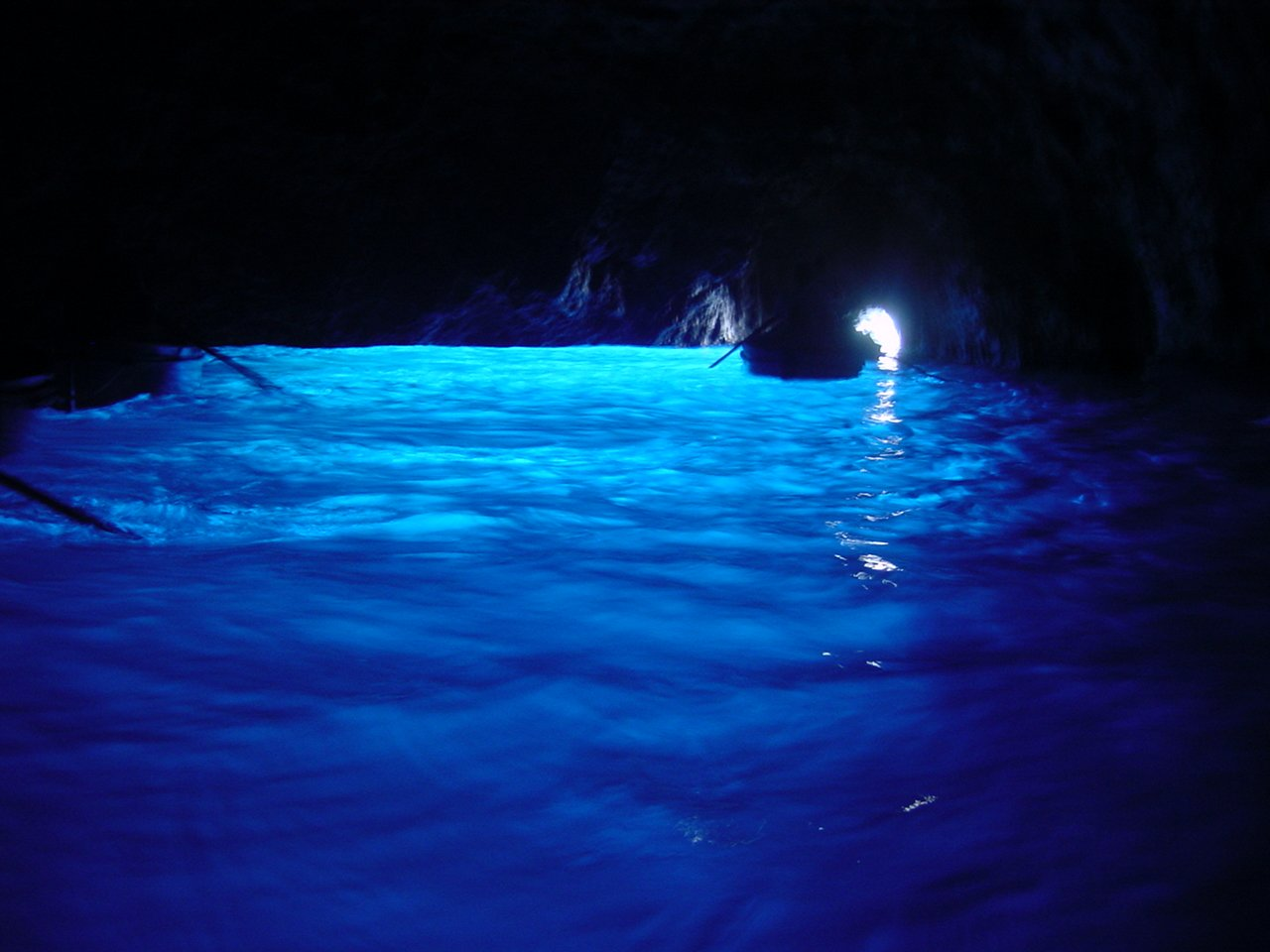
Interior de la Gruta Azul, la entrada se ve de color blanco
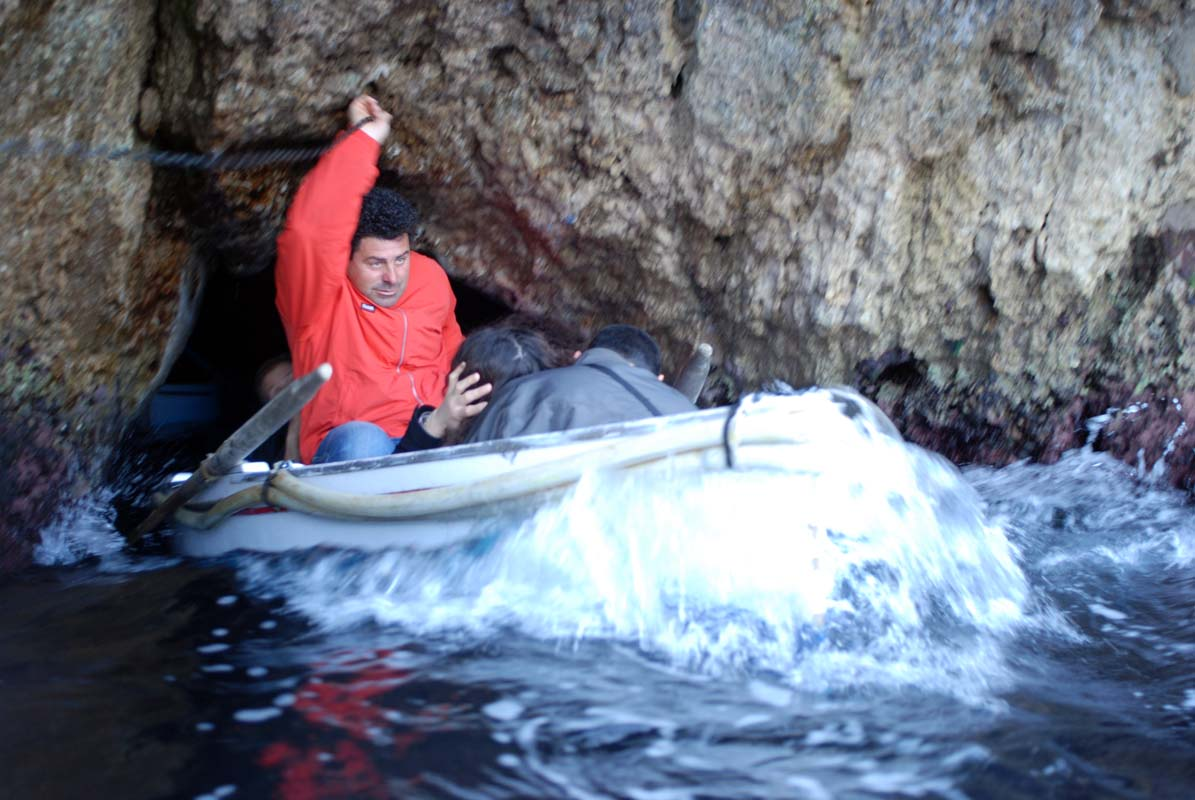
Embarcación saliendo de la gruta